# Pedro de la Torre
Pedro de la Torre (falecido em 1573) foi um prelado católico romano que serviu como bispo do Paraguai (1554–1573).

## Biografia
Pedro de la Torre foi ordenado sacerdote na Ordem dos Frades Menores e, a 27 de agosto de 1554, foi nomeado durante o papado de Júlio III como Bispo do Paraguai. Serviu como Bispo do Paraguai até à sua morte em 1573.